# Monte Roisetta
Il Monte Roisetta - pron. Ruasètta ([ʁwazeta]) - (3.334 m s.l.m., Mont Roisettaz in francese), è una montagna delle Alpi del Monte Rosa nelle Alpi Pennine.

## Toponimo
Secondo la pronuncia del patois valdostano, il toponimo "Roisettaz" va pronunciato omettendo la "z" finale, quindi "ruasètta", come per molti altri toponimi e cognomi valdostani e delle regioni limitrofe (la Savoia, l'Alta Savoia e il Vallese).

Questa particolarità, che si discosta dalle regole di pronuncia della lingua francese standard, risale a uno svolazzo che i redattori dei registri del regno di Piemonte-Sardegna erano soliti aggiungere alla fine dei toponimi o dei nomi da pronunciare come dei parossitoni, cioè con l'accento sulla penultima sillaba, molto diffuso in francoprovenzale. In seguito, questo piccolo segno è stato assimilato a una zeta, e spesso viene erroneamente pronunciato, sia dagli italofoni che dai francofoni.
Il toponimo Roisettaz presenta la stessa radice etimologica del Monte Rosa, ossia dal latino rosia, attraverso il termine del patois valdostano rouése o rouja, che significa "ghiacciaio".

## Caratteristiche

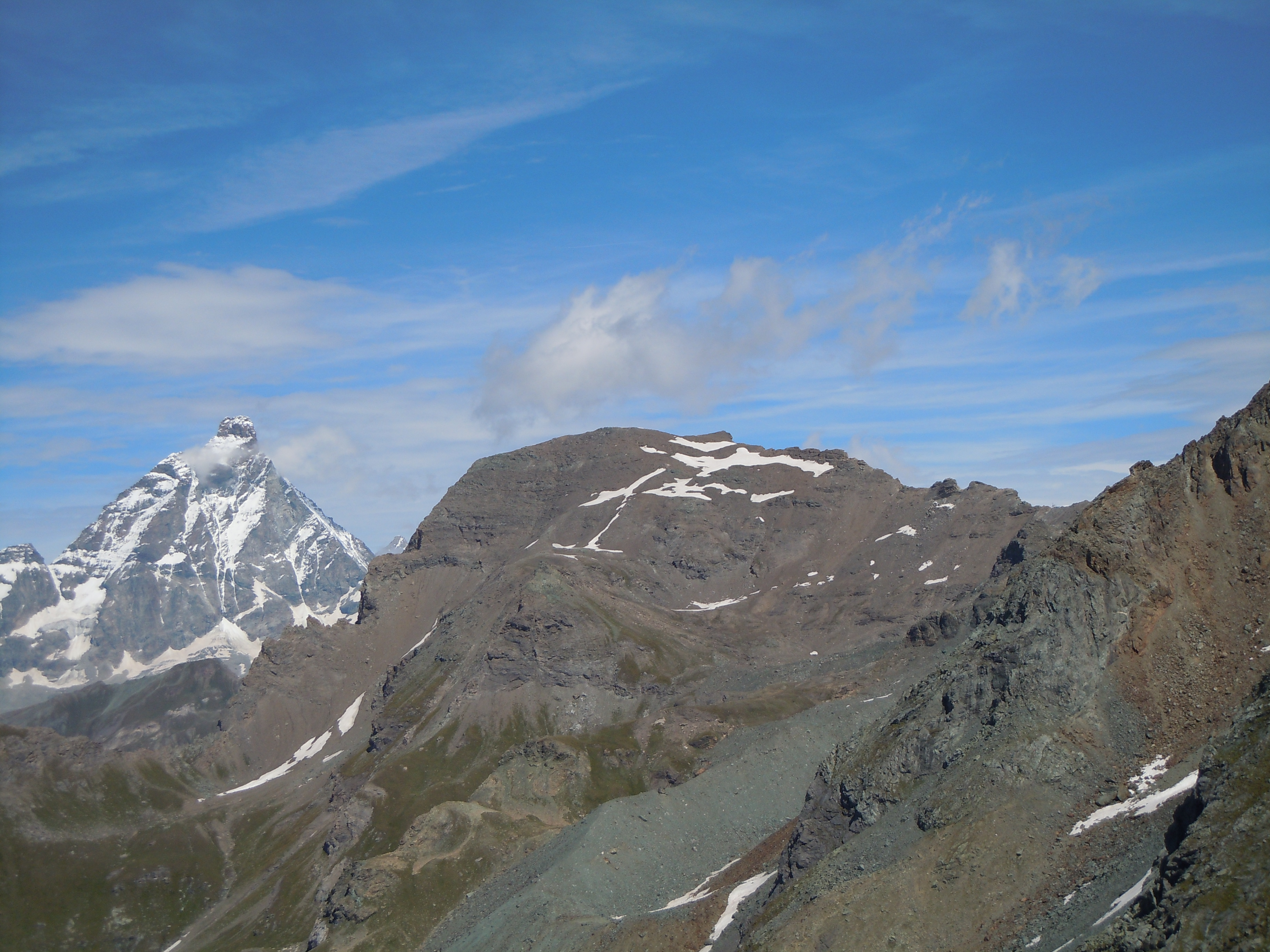
La Roisetta dalla Becca Trecare. A sinistra il Cervino.

Si trova in Valle d'Aosta lungo lo spartiacque tra la Valtournenche e la Val d'Ayas. la montagna è costituita da due vette: quella sud (3.324 m) e quella nord (3.334 m) congiunte a una cresta.

## Salita alla vetta
È possibile salire sulla vetta partendo da Cheneil, frazione di Valtournenche, oppure dal rifugio Grand Tournalin. D'inverno, con le dovute precauzioni, si può raggiungere la vetta con gli sci da sci alpinismo da Pâquier, capoluogo di Valtournenche.